# Kerlingarfjallavegur
Der Kerlingarfjallavegur  ist eine Hochlandstraße in den Süden von Island.
Er zweigt vom Kjalvegur  zwischen dem Gullfoss und Hveravellir nach Osten ab.
Nach etwa 3 km liegt der Flugplatz Kerlingarfjöll südlich der Piste.
Der Flugplatz wurde besonders für das Sommerskigebiet genutzt, was es bis zum Jahr 2000 in den Kerlingarfjöll gab.
Etwa 1 km weiter ist inzwischen die Blákvísl überbrückt.
Bevor es die Brücke gab, musste dieser kleine Fluss oberhalb nahe der Fallkante eines Wasserfalls gefurtet werden.
Direkt daneben stürzt das Jökulfall á Kili über den Gýgjarfoss um 5 m in die Tiefe.
Danach folgt die Piste anfangs dem Fluss und nach weiteren 3,5 km quert ihn auf einer Brücke aus dem Jahr 1996.
Früher war die dortige Furt wegen der Wassermenge und des weichen Flussbettes nicht einfach zu furten.
Nach weiteren 4,5 km zweigt nach Süden eine kurze Piste nach Ásgarður ab.
Hier gibt es einen Campingplatz, Hütten, Restaurant und ein Hotel.
Westlich des Loðmundur endet der Kerlingarfjallavegur an zwei Parkplätzen, von denen Fußwege in das Geothermalgebiet führen.